# Corte de pastel

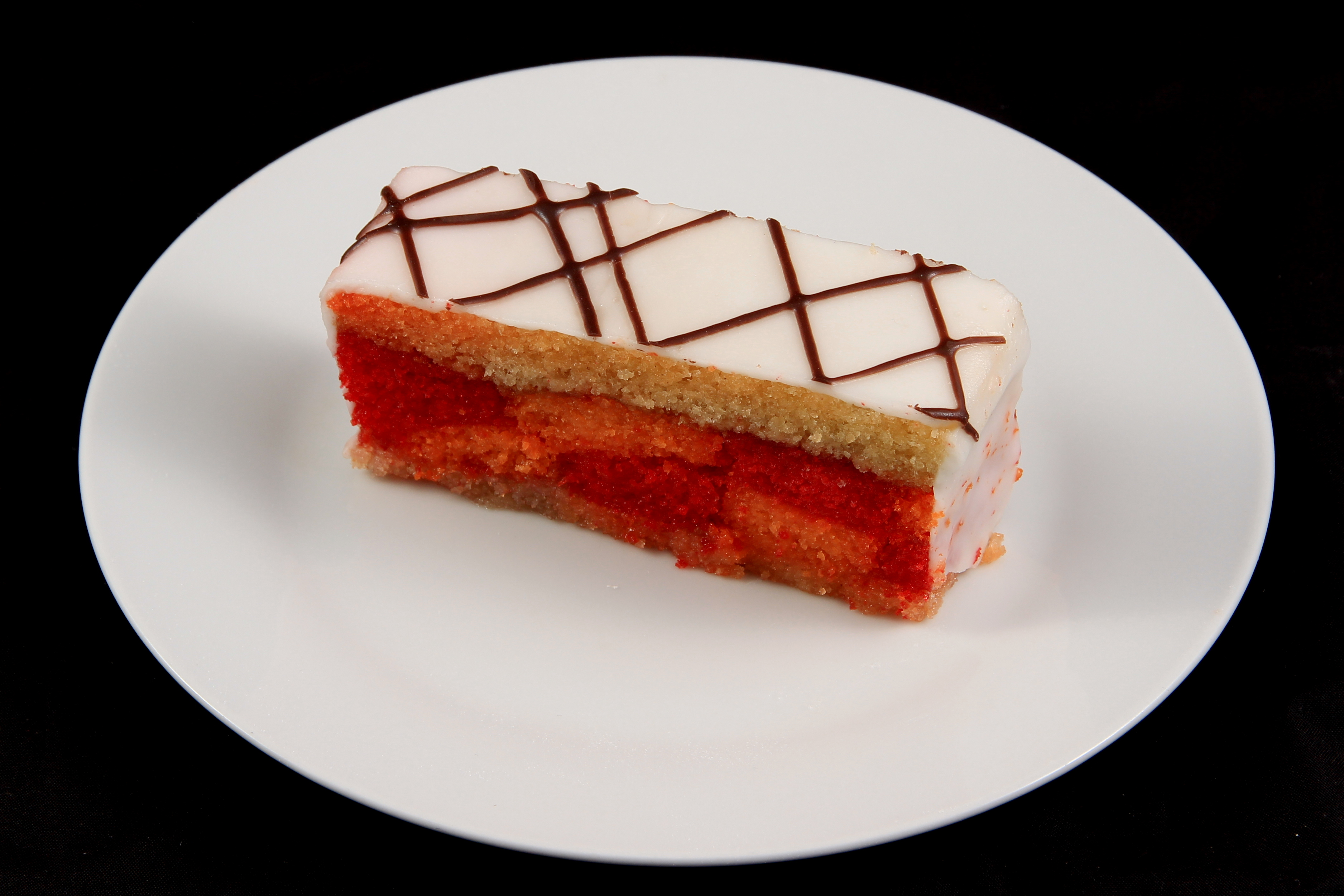
El punčový rez

El corte(s) (de pastel o torta) (en eslovaco: rez(y) – AFI: ['rezi]; en checo: řez(y) – AFI: ['r̝ɛzɪ]; en alemán: Schnitt(e) – AFI: [ʃnitə]) es una forma cuadrada (es decir, no redonda) más larga de pasteles torta.